# Ugo Zatterin
Ugo Zatterin (Venezia, 15 ottobre 1920 – Roma, 17 luglio 2000) è stato un giornalista italiano.

## Biografia
Nato a Venezia, il 15 ottobre 1920, si laureò in giurisprudenza e divenuto giornalista professionista dal 1944, fu dapprima cronista parlamentare per i quotidiani Avanti!, Il Tempo, La Stampa e Gazzetta del Popolo. Si dedicò anche al cinema, collaborando alla sceneggiatura del film Senza veli.
Il 1º maggio 1961 venne assunto in Rai, con la quale aveva iniziato a collaborare nel 1957 e dove rimase fino al 15 giugno 1986: fu il primo commentatore politico del Telegiornale, autore di inchieste e di documentari (La donna che lavora, Salute sotto inchiesta, L'industria dei calciatori, Viaggio nell'Italia che cambia) e divenne famoso come moderatore delle accese tribune politiche negli anni settanta (anche oggetto in tale veste di alcune celebri imitazioni di Alighiero Noschese).
Zatterin diede la notizia in televisione della chiusura definitiva, il 20 settembre 1958 delle case di tolleranza in Italia in virtù della legge Merlin, riuscendo a non nominare né le case chiuse, né le prostitute.
Nel 1968 conseguì in Italia il premio Borselli quale miglior giornalista dell'anno.
Gli vennero affidate le direzioni del quotidiano Telesera, del Radiocorriere e, nel 1969, del Centro di produzione Rai di Torino, incarico che mantenne fino al 1980, anno in cui succedette ad Andrea Barbato alla direzione del TG2.
L'incarico al TG2 durò fino al 1986; pochi giorni dopo la fine dell'incarico, venne intervistato dal settimanale L'Espresso e affermò di essere stato un direttore "lottizzato".
Nel 1986 inoltre assunse la direzione del quotidiano abruzzese di nuova fondazione Il Centro, che abbandonò nel 1989. Successivamente divenne direttore del bisettimanale locale Eco di Biella.
Morì il 17 luglio 2000 presso il policlinico Gemelli di Roma.